# Swen Nater

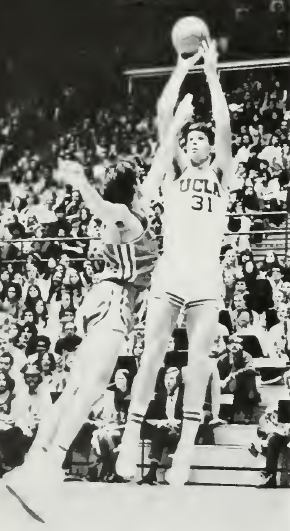
Nater im Jahr 1973

Swen Erick Nater (* 14. Januar 1950 in Den Helder als Swen Langeberg) ist ein ehemaliger niederländischer Basketballspieler.

## Leben
Nater wuchs in den Niederlanden auf, seine Eltern trennten sich, als er drei Jahre alt war. Seine Mutter erhielt das Sorgerecht für Nater, seine ältere Schwester und seinen jüngeren Bruder. Da das Geld nicht reichte, um alle drei Kinder zu versorgen, gab Naters Mutter ihn und seine Schwester zunächst bei einem Freund in Pflege, später kamen die beiden Geschwister in ein Kinderheim. Naters Mutter heiratete erneut, zog mit ihrem neuen Ehemann sowie dem jüngsten Sohn in die Vereinigten Staaten. Nater und seine Schwester blieben im Kinderheim in den Niederlanden und sollten in die USA nachgeholt werden, wenn die Familie dafür genug Ersparnisse angesammelt hatte. Für die Zusammenführung wurde 1959 in einer US-Fernsehsendung gesorgt. Der Sender hatte Nater und seine Schwester ohne Wissen der Mutter in die Vereinigten Staaten geholt, in der Sendung sahen die beiden Kinder ihre Mutter nach rund vier Jahren wieder. Nater wuchs fortan gemeinsam mit seinen beiden Geschwistern bei seiner Mutter und dem Stiefvater in Long Beach (US-Bundesstaat Kalifornien) auf. Eigener Aussage nach war dies „die Hölle auf Erden“, so Nater später, und gab unter anderem an, als Jugendlicher geschlagen worden zu sein.
Nater, der bei seiner Ankunft in den Vereinigten Staaten kein Englisch sprach, schaffte an seiner Schule, der Long Beach Wilson High School, nicht den Sprung in die Basketballmannschaft. Er begann 1968 ein Mathematikstudium am Cypress College in Kalifornien. Der 2,11 Meter messende Nater wurde dort vom Assistenztrainer der Hochschulbasketballmannschaft angesprochen. In der Saison 1968/69 erhielt der über kaum Basketball-Erfahrung verfügende Nater wenig Einsatzzeit, im Spieljahr 1969/70 war er ein Leistungsträger: Er stellte mit 614 erzielten Punkten (21,2 pro Spiel) eine neue Saisonbestmarke der damals noch jungen Hochschule auf, auch mit seinen 476 Rebounds setzte er sich an die Spitze der Bestenliste. In einem Spiel für das Cypress College holte er 39 Rebounds. Nater liebäugelte mit einem Wechsel an die University of California, Los Angeles (UCLA), an der John Wooden Trainer war. Wooden zögerte, willigte letztlich ein, Nater in seine Mannschaft aufzunehmen, stellte ihm aber in Aussicht, wohl nicht viel Einsatzzeit zu bekommen, sondern vornehmlich als Gegenspieler von Bill Walton in den Übungseinheiten zu fungieren. Nater setzte in der Saison 1970/71 im Spielbetrieb aus, erkämpfte sich dann aber Einsatzzeit bei UCLA und bestritt von 1971 bis 1973 58 Spiele für die Mannschaft. 1971/72 und 1972/73 gewann er unter Wooden jeweils den Meistertitel in der NCAA. Er brachte es in den Farben der University of California, Los Angeles insgesamt auf Mittelwerte von 4,9 Punkten und 4,0 Rebounds je Begegnung. Er stand allerdings in keinem seiner Spiele mit UCLA in der Anfangsaufstellung. 1972 wurde Nater zu einem Trainingslager der US-Nationalmannschaft eingeladen, bei dem das Aufgebot für die Olympischen Spiele in München zusammengestellt werden sollte. Allerdings wurde Nater während des Trainingslagers krank und schaffte nicht den Sprung in die Olympiamannschaft.
Beim Draftverfahren der NBA im Jahr 1973 gingen die Rechte an Nater an die Milwaukee Bucks, die den Innenspieler an 16. Stelle der ersten Auswahlrunde aufriefen. Er begann seine Laufbahn als Berufsbasketballspieler jedoch in der ABA, stand in der Liga von 1973 bis 1976 zunächst bei den Virginia Squires, dann bei den San Antonio Spurs, den New York Nets und wiederum den Virginia Squires unter Vertrag.
Zwischen 1976 und 1984 spielte er in der NBA, bestritt Spiele für die Milwaukee Bucks, Buffalo Braves, deren Nachfolgemannschaft San Diego Clippers sowie die Los Angeles Lakers. Seinen besten Saisonschnitt in der Kategorie Punkte pro Spiel erreichte Nater in der NBA in der Saison 1980/81, als er für die San Diego Clippers 15,6 Punkte je Begegnung verbuchte. Sein Reboundhöchstwert waren 15,0 pro Spiel (1979/80 ebenfalls für San Diego).
In der Saison 1984/85 stand Nater beim italienischen Erstligisten Australian Udine unter Vertrag, war im Laufe des Spieljahres mit 13,6 Rebounds je Partie drittbester Spieler der Liga in dieser statistischen Wertung. Er erzielte zudem 17,2 Punkte pro Spiel für Udine.
Nach dem Jahr in Italien beendete Nater seine Spielerlaufbahn. Von 1985 bis 1995 arbeitete er als Mathematik- und Sportlehrer sowie Basketballtrainer am Christian Heritage College (später in San Diego Christian College umbenannt). Anschließend zog er von Kalifornien in den Bundesstaat Washington und trat dort eine Stelle bei einer Großhandelskette an.
Er veröffentlichte mehrere Bücher und Lehrfilme über Basketballtechnik, teils zusammen mit John Wooden.